# Семенниковский сельсовет
Семенниковский сельсовет - сельское поселение в Ермаковском районе Красноярского края.
Административный центр - село Семенниково.

## Население
| 2010 | 2012 | 2013 | 2014 | 2015 | 2016 | 2017 |
| ---- | ---- | ---- | ---- | ---- | ---- | ---- |
| 764  | ↘712 | →712 | ↘707 | ↗713 | ↘707 | ↘692 |

## Состав сельского поселения
В состав сельского поселения входит один населённый пункт — село Семенниково.

## Местное самоуправление
Семенниковский сельский Совет депутатов
Дата избрания: 14.03.2010. Срок полномочий: 5 лет. Количество депутатов: 7
Глава муниципального образования
- Маликов Александр Петрович. Дата избрания: 14.03.2010. Срок полномочий: 5 лет